# Cheb–Hranice v Čechách-vasútvonal
A Cheb–Hranice v Čechách-vasútvonal Csehország 148-as számú részben 25 kV 50 Hz-cel villamosított vasútvonala. A České dráhy (Cseh vasutak) vállalat által üzemeltetett járatain főként cseh gyártmányú 814-es és 810-es motorvonatok közlekednek.

## Története

### Cheb - Aš pályaszakasz
A Bajor Vasutak építették 1865-ben, Eger (Cheb) pályaudvarát szintén ugyanezen évben adták át. A második világháború végén, 1945-ben a chebi pályaudvart a bombázások megsemmisítették. A háború után emelt ideiglenes épületek helyén 1962-ben új pályaudvart építettek.

### Aš - Hranice v Čechách pályaszakasz
Asch (Aš) vasútállomása és Roßbach (Hranice v Čechách) közötti pályaszakaszt 1884 és 1885 között építették, 1885. szeptember 26-án adták át. A vasútvonal kiépítése jelentős mértékben hozzájárult Roßbach textiliparának fellendüléséhez. Asch vasútállomása a Bajor Vasutak tulajdonában volt, ezért egykoron a helybéliek bajor állomásnak nevezték. Asch város második állomását azonban már az Osztrák-Magyar Államvasút-Társaság építette fel. Ezenkívül megépült Asch harmadik, elővárosi állomásépülete is, amelynek épületét 2002-ben lebontották, s a felszállóhelyen csupán egy pléhbódét helyeztek el. A bajor állomás épületeit 1968-ban bontották le, helyén 1969-ben új állomásépületet építettek, ez jelenleg is a város főpályaudvara. Aš második vasútállomását (Aš město) 2008-ban újították fel.

## Útvonala
A chebi pályaudvarról kiinduló vasútvonal Františkovy Lázně Aquaforum, Františkovy Lázně pályaudvar, Vojtanov és Hazlov községeket követően érkezik meg Aš városba, ahol Aš – hlavní nádraží (Aš főpályaudvar), majd Aš-město (Aš város) állomások követik egymást.
Amíg az 1980-as években a Cheb felől érkező járatok végállomása Hranice v Čechách volt, a következő évtizedben kezdetét vette az Aš-město – Hranice v Čechách szakasz járatainak ritkítása. 2008-ban ezen a szakaszon már csak egy járat közlekedik naponta, s némely tervezet alapján a megszűnés veszélye fenyegeti.

## Vasútállomásai, felszállóhelyei
| km | Állomás                          | Jellemzés                                  | Fénykép |
| -- | -------------------------------- | ------------------------------------------ | ------- |
| 0  | Cheb                             | pályaudvar                                 |         |
| 6  | Františkovy Lázně-Aquaforum      | felszállóhely (új építésű)                 |         |
| 7  | Františkovy Lázně                | vasútállomás                               |         |
| 16 | Vojtanov obec                    | felszállóhely (faépítésű)                  |         |
| 19 | Hazlov                           | vasútállomás (épülete lezárt)              |         |
| 28 | Aš hlavní nádraží (főpályaudvar) | vasútállomás                               |         |
| 30 | Aš město                         | vasútállomás (felújítva 2008-ban)          |         |
| 32 | Aš předměstí                     | felszállóhely                              |         |
| 35 | Štítary                          | felszállóhely                              |         |
| 37 | Podhradí                         | felszállóhely                              |         |
| 40 | Studánka                         | vasútállomás (elhanyagolt épülete lezárva) |         |
| 44 | Hranice v Čechách                | vasútállomás (elhanyagolt épülete lezárva) |         |

## Fordítás
Ez a szócikk részben vagy egészben a Železniční trať Cheb - Hranice v Čechách című cseh Wikipédia-szócikk ezen változatának fordításán alapul.  Az eredeti cikk szerkesztőit annak laptörténete sorolja fel. Ez a jelzés csupán a megfogalmazás eredetét és a szerzői jogokat jelzi, nem szolgál a cikkben szereplő információk forrásmegjelöléseként.